# Zuleikha Robinson
Zuleikha Robinson, född 29 juni 1977 i London, är en brittisk skådespelare.
Robinson har en burmesisk-indisk mor och en engelsk far. Hon har studerat drama vid American Academy of Dramatic Arts i Los Angeles.
Hon har spelat i såväl långfilmer och TV-serier som stått på teaterscen. Hon har bland annat setts i TV-serien Lost i rollen som Ilana och i Homeland som Roya Hammad.

## Filmografi (i urval)
- 2002 – Slash
- 2004 – Hidalgo
- 2004 – Köpmannen i Venedig
- 2007 – Rome (TV-serie)
- 2007 – The Namesake
- 2008 – New Amsterdam (TV-serie)
- 2009–2010 – Lost (TV-serie)
- 2012 – Homeland (TV-serie)